# Misaki (Osaka)
Misaki (jap. 岬町 Misaki-chō) – miasto w Japonii, na wyspie Honsiu, w prefekturze Osaka. Według danych na rok 2020 miejscowość zamieszkiwało 14 741 mieszkańców , a gęstość zaludnienia wyniosła 299,7 os./km².